# Bacchisa kweichowensis
Bacchisa kweichowensis är en skalbaggsart som beskrevs av Stefan von Breuning 1959. Bacchisa kweichowensis ingår i släktet Bacchisa och familjen långhorningar. Inga underarter finns listade.